# 那些年，我們一起追的女孩 (小說)
《那些年，我们一起追的女孩》是臺灣著名作家九把刀的半自傳青春愛情小说，於2011年翻拍成同名電影。

## 故事
高中生柯景腾成绩很差而且调皮捣蛋，班導師于是想出一个办法来提高他的成绩和管束他，把他托付给成績优秀的女生沈佳仪来管理。沈佳仪的管制和约束，使得柯景腾的成绩步步高升，越来越好，同时柯景腾也爱上了这个成績优秀、长相美丽的女生，却因为羞涩而一直不敢表白，而沈佳仪却一心读书，并不想恋爱，虽然最后柯景腾借助机会表白了，沈佳儀也一同表白了，但是两人最终还是没有在一起。

## 书中人物
- 柯景腾，高中生，起初成绩很差，而且调皮捣蛋，在沈佳仪的帮助下变成了成绩优等生，全年級前三十名的學生。

- 沈佳宜，高中生，成绩优秀，为人善良，乐于助人，思想成熟。

## 评价
著名词作家方文山：“如果李安是擅长用影像魅力说故事的人，那九把刀就是把文字玩弄于股掌间，熟稔于文字魅力的人。”
演员王传一：“这本书，我花了很久的时间才看完，但是看完的当下涌上心头的却是满满的温暖。”
演员李威：“爱情是这本书的源头活水，也是最动人的部分。当初，是通过朋友介绍认识了九把刀。现在，到我把九把刀介绍给你们，欢迎你们和我一起进入九把刀的世界。”

## 翻译
伴随日版电影翻拍，日本讲谈社推出了《那些年，我們一起追的女孩》的日文翻译版，翻译者是阿井幸作与泉京鹿。发售日是2018年8月10日。

## 電影翻拍
| 年份 | 產地     | 片名                     | 原文                          |
| ---- | -------- | ------------------------ | ----------------------------- |
| 2011 | 台灣     | 那些年，我們一起追的女孩 |                               |
| 2018 | 日本     | 那些年，我們一起追的女孩 | あの頃、君を追いかけた        |
| 2023 | 泰國     | My Precious初戀          | รักแรกโคตรลืมยาก                |
| 2024 | 马来西亚 | 那些年，我们一起疯狂的事 | Our Crazy Adventures          |
| 2025 | 韓國     | 妳是我眼中的蘋果         | 그 시절, 우리가 좋아했던 소녀 |